# Carabiniere scelto
Il carabiniere scelto è un grado militare dell'Arma dei Carabinieri.

## Disciplina normativa
Qualifica istituita con Decreto Legislativo Luogotenenziale n. 193 del 3 agosto 1944 per i carabinieri che, avendo compiuto sei anni di servizio, ".. si distinguano per autorevolezza e capacità professionale. Tale qualifica, che può essere revocata per motivi disciplinari dal Comandante Generale dell'Arma su proposta dei superiori gerarchici del militare, dà a questi il diritto di fregiarsi dell'apposito distintivo in trecciolina rossa da portare sulla manica o sulla controspallina".
La qualifica di carabiniere scelto è condizione per la promozione ad appuntato, salvo il caso di conferimento di tale promozione per benemerenze d'Istituto.

## Caratteristiche
È il secondo grado  dell'Arma dei Carabinieri ed è posto sotto l'appuntato e sopra il carabiniere. Il carabiniere scelto riveste la qualifica di agente di polizia giudiziaria nonché quella di agente di pubblica sicurezza.

## Galleria d'immagini
Il distintivo di grado di carabiniere scelto consiste in un gallone rosso.

Distintivo di grado per controspallina di carabiniere scelto
Fregio metallico, da cappello rigido, "fiamma sfuggente" a 13 punte, utilizzato dagli appartenenti al ruolo appuntati e carabinieri

## Corrispondenze
| Anni di servizio                                                          | Esercito Italiano                                                   | Marina Militare                                                          | Aeronautica Militare                                            | Carabinieri                         |
| ------------------------------------------------------------------------- | ------------------------------------------------------------------- | ------------------------------------------------------------------------ | --------------------------------------------------------------- | ----------------------------------- |
| Alla nomina                                                               | Graduato (Primo caporal maggiore)                                   | Sottocapo di terza classe                                                | Aviere capo                                                     | Carabiniere                         |
| Dopo 1 anno nel grado precedente (per i carabinieri dopo 4 anni e 6 mesi) | Graduato scelto (Caporal maggiore scelto)                           | Sottocapo di seconda classe                                              | Primo aviere scelto                                             | Carabiniere scelto                  |
| Dopo 5 anni nel grado precedente                                          | Graduato capo (Caporal maggiore capo)                               | Sottocapo di prima classe                                                | Primo aviere capo                                               | Appuntato                           |
| Dopo 4 anni nel grado precedente                                          | Primo graduato (Caporal maggiore capo scelto)                       | Sottocapo scelto (Sottocapo di prima classe scelto)                      | Primo graduato (Primo aviere capo scelto)                       | Appuntato scelto                    |
| Dopo 5 anni nel grado precedente                                          | Graduato aiutante (Caporal maggiore capo scelto qualifica speciale) | Sottocapo aiutante (Sottocapo di prima classe scelto qualifica speciale) | Graduato aiutante (Primo aviere capo scelto qualifica speciale) | Appuntato scelto qualifica speciale |